# Poissonnier
Pour les articles homonymes, voir Poissonnier (homonymie).
Un poissonnier ou une poissonnière est une personne qui exerce une activité de commerce de détail de produits de la mer et d'eau douce. 
Son travail comprend l'achat, la conservation, la commercialisation de poissons, de crustacés, etc destinés à l'alimentation humaine. Elle se fournit auprès des marchés d'intérêt nationaux, des centrales d'achat, des pêcheurs, des éleveurs.

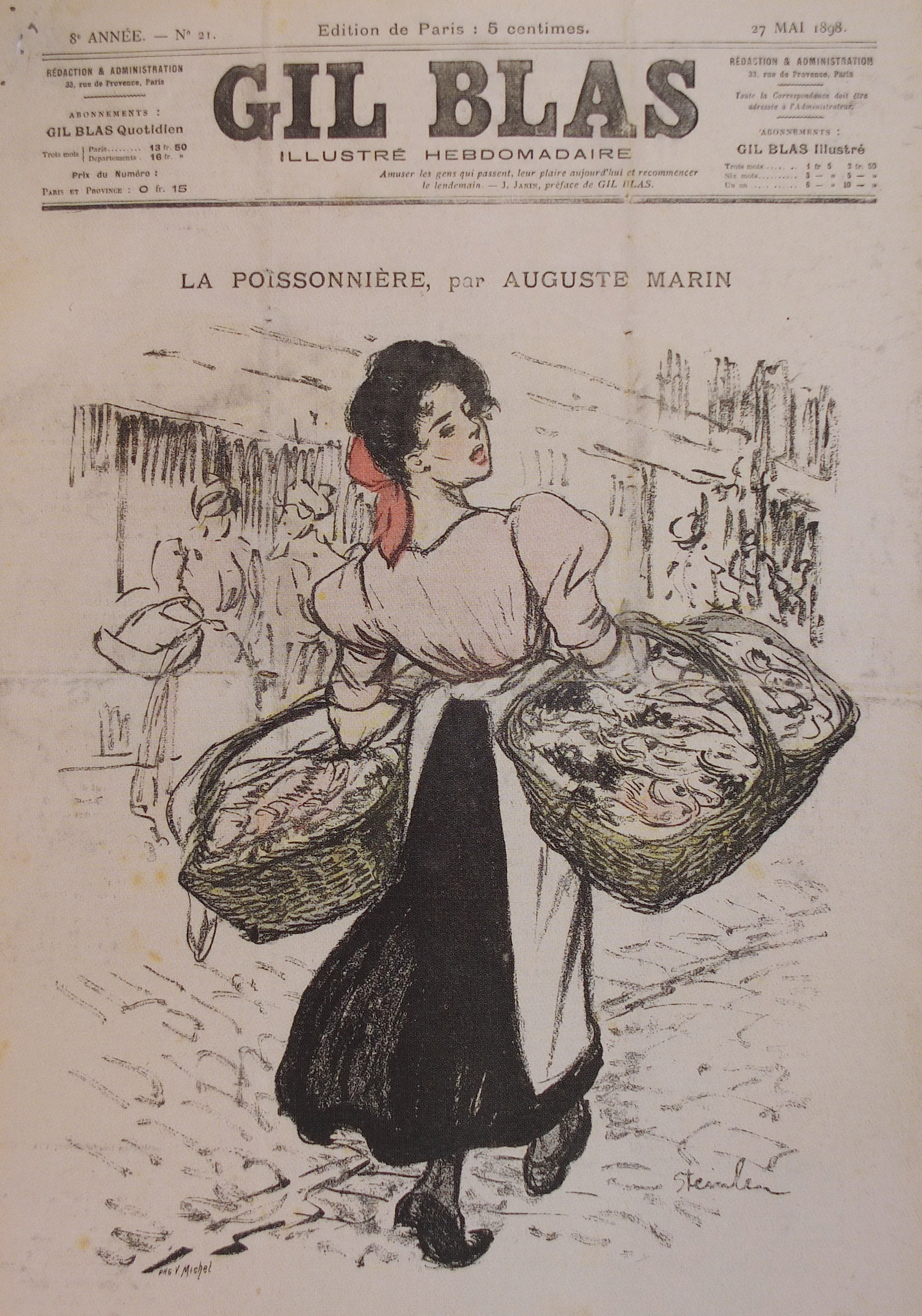
La Poissonnière, dessin de Théophile Alexandre Steinlen, texte d'Auguste Marin dans le Gil Blas illustré du 27 mai 1898.

## Poissonniers célèbres
- Dolly Pentreath, dernière locutrice de cornique de langue maternelle
- Bartolomeo Vanzetti, anarchiste italien exécuté en 1927 à la suite d'un procès controversé aux États-Unis
- Ordralfabétix, personnage de fiction, poissonnier du village gaulois, dans la bande dessinée Astérix.

## Restauration
Le terme désigne également le chef de partie, personne responsable des plats à base de poisson dans une brigade de cuisine.